# 众兴水库
众兴水库是中国安徽省合肥市肥东县境内的一座水库，位于长江水系南淝河上，建于1972年。水库正常库容为6950万立方米，集雨面积为114平方千米，海拔为45.6米。